# کنسرت گروه عارف (آلبوم حمیدرضا نوربخش)
کنسرت گروه عارف نام یک آلبوم موسیقی سنتی ایرانی با اجرای گروه عارف به سرپرستی پرویز مشکاتیان و باصدای حمیدرضا نوربخش می‌باشد. در این اثر اشعار شیون فومنی، سعدی، ه. الف. سایه و خواجوی کرمانی خوانده شده و پرویز مشکاتیان آهنگ سازی کل اثر را برعهده داشتند.

## شرح اثر

### هنرمندان
- آواز حمیدرضا نوربخش
- اجرای گروه عارف به سرپرستی استاد پرویز مشکاتیان:
  - بهداد بابایی
  - محمدرضا رستمیان
  - بهرام ساعد
  - تینوش بهرامی
  - شهرام اعتمادی
  - آرش فرهنگ‌فر
  - کوروش بابایی
  - رضا آبایی
  - فرهاد عندلیبی
  - پرویز مشکاتیان